# Livry (Nièvre)
Livry település Franciaországban, Nièvre megyében. Lakosainak száma 646 fő (2022. január 1.). Livry Château-sur-Allier, Saint-Léopardin-d’Augy, Le Veurdre, Mornay-sur-Allier, Chantenay-Saint-Imbert, Langeron és Saint-Pierre-le-Moûtier községekkel határos.

## Népesség
A település népességének változása:
| Lakosok száma | 685  | 696  | 712  | 700  | 700  | 698  | 681  | 663  | 646  |
|               | 2013 | 2015 | 2016 | 2017 | 2018 | 2019 | 2020 | 2021 | 2022 |